# Sedm divů Ruska
Sedm divů Ruska bylo vyhlášeno 12. června 2008 během národního svátku Den Ruska. Vybraných sedm divů bylo výsledkem ankety pořádané novinami  Izvestija, rádiem Maják a televizním kanálem Rusko-1. Hlasování začalo 1. října 2007, kdy bylo do prvního kola vybráno 49 kandidátů reprezentujících významné kulturní a přírodní památky Ruska. Do druhého kola, které začalo 1. února 2008, pak postoupilo 14 finalistů (7 přírodních a 7 kulturních), ze kterých občané hlasováním vybrali výslednou sedmičku.

## Sedm divů Ruska
| # | Název                  | Oblast                                  | Obrázek                           |
| - | ---------------------- | --------------------------------------- | --------------------------------- |
| 1 | Bajkalské jezero       | Irkutská oblast Burjatsko               | Bajkalské jezero                  |
| 2 | Údolí gejzírů          | Kamčatský kraj                          | Údolí gejzírů                     |
| 3 | Mamajova mohyla        | Volgogradská oblast                     | Letecký pohled na Mamajovu mohylu |
| 4 | Palác Petrodvorec      | Petrohrad                               | Velká kaskáda v Petěrgofu         |
| 5 | Chrám Vasila Blaženého | Moskva                                  | Chrám Vasila Blaženého            |
| 6 | Maň-pupu-ňor           | Komijská republika                      | Maň-pupu-ňor                      |
| 7 | Elbrus                 | Kabardsko-Balkarsko Karačajsko-Čerkesko | Elbrus od severu                  |